# Воїни-скелети
«Воїни-скелети» (англ. Skeleton Warriors) — анімаційний серіал, створений Landmark Entertainment Group, який вперше транслювався в 1994 році на CBS.

## Сюжет
Події розгортаються на вигаданій планеті Люмінейр, яку населяє техномагічна людська цивілізація. Велике місто Люмініситі живить енергією кристал Лайтстар. Править ним рід Стілів. Барон Дарк, головний лиходій серіалу, намагався викрасти кристал за допомогою принца Джошуа Стіла. Одна половина кристала опинилася в Дарка, а другу отримав принц Джастін Стіл. Під впливом кристала Дарк перетворився на живий скелет і набув здатності перетворювати на скелети злих людей. Джошуа, що не був однозначно злим чи добрим, став схожий на мерця зі здатністю телепортуватися через тіні.
Принц Джастін входить до «Легіону Світла», в якому згуртовуються Джошуа Лайтстар, він же Ґрімскалл, і Дженніфер Стіл, вона ж Талін. Вони отримали силу другої половини кристала та об'єднуються зі своїм дядьком Урсаком для протистояння прагненню Дарка панувати над світом.

## Епізоди
| №. | Назва                                                                  | Сценарій                                                | Оригінальна дата показу |
| --- | ---------------------------------------------------------------------- | ------------------------------------------------------- | ----------------------- |
| 1 | «Flesh and Bone Плоть і кістка»                                        | Стів Куден, Ерік Левальд, Джулія Джейн Левальд, Лен Улі | 17 вересня 1994         |
| Принц Джошуа Стіл за намовою барона Дарка погоджується узурпувати трон. Щоб позбавити брата захисту, Джошуа викрадає кристал Лайтстар, але останньої миті йому перешкоджає Джастін. Барон Дарк і Джастін під час сутички розривають кристал на дві частини. Без його енергії місто Люмініситі руйнується. Під впливом енергії кристала Дарк перетворюється на живий скелет, а Джастін отримує надлюдські сили. Джошуа, що опинився посередині, виявляється спотворений, схожий на мерця. Барон Дарк перетворює своїх прихильників на воїнів-скелетів, а потім посилає їх атакувати замок Люмініситі та захопити іншу половину кристала. Джошуа відмовляється допомагати Дарку, тоді той прибуває до Урсака, дядька Джошуа. Стіли та Урсак борються проти воїнів-скелетів і покидають маєток Урсака до того, як Урсак його підриває. Джастін бере ім'я Лайтстар, Джошуа — Ґрімскал, Дженніфер — Талін, а Урсак стає Вартовим. |                                                                        |                                                         |                         |
| 2 | «Trust and Betrayal Довіра та зрада»                                   | Лен Улі                                                 | 24 вересня 1994         |
| Принц Лайтстар згуртовує решту населення Люмініситі для боротьби проти барона Дарка. Талін намагається виманити воїнів-скелетів. Після відступу люди звинувачують Ґрімскала у співпраці з бароном Дарком. За відсутності Ґрімскала Талін і Лайтстар здійснюють успішний рейд. Під час спроби завербувати союзників Талін і Лайтстар потрапляють у полон до скелетів. Барону Дарку не вдається перетворити Лайтстара на скелета. Тоді він вирішує вбити його, та принца рятують Ґрімскал і Вартовий. |                                                                        |                                                         |                         |
| 3 | «Heart and Soul Душа і серце»                                          | Стів Куден                                              | 1 жовтня 1994           |
| Стіли відбиваються від скелетів, які напали на поселення, а Талін рятує єдиного вцілілого Ферріса. Коли барон Дарк планує вбити Стілів, Ферріс зізнається Талін, що вижив завдяки безчесному вчинку, і барон Дарк перетворює його на воїна-скелета. Талін вирушає за Феррісом, сподіваючись врятувати його. Коли вона потрапляє в полон, на допомогу прибуває Ґрімскал. У бою Талін повертає Феррісу людський вигляд, вийнявши кристал з його серця. Ферріс допомагає відбити атаку скелетів, які напали на базу Лайтстара, але сумнівається чи може стати союзником. |                                                                        |                                                         |                         |
| 4 | «Bones of Contention Кістки розбрату»                                  | Ян Стрнад                                               | 8 жовтня 1994           |
| Ґрімскал викрадає кристал даних, тоді як його супутників схопили. Дані з кристала засвідчують, що барон Дарк почав свої завоювання завдяки зраді Ґрімскалла. Люди починають обертатися проти нього, але Лайтстар приймає вирок свого брата замість нього, а Ґрімскал вирушає рятувати заручників, щоб спокутати свою вину. Заручників повинні згодувати гігантському хробаку. Ґрімскал рятує заручників і вбиває істоту. Легіон Світла пробачає Ґрімскала. |                                                                        |                                                         |                         |
| 5 | «Zara Зара»                                                            | Стефані Метісон                                         | 15 жовтня 1994          |
| Після того як барон Дарк пограбував місто Ромні, жінка на ім'я Зара завітала до своїх старих друзів Стілів. Лайтстар атакує Ромні та дізнається, що Зара заманила його в пастку заради обміну Лайтстара на їжу та ліки. Загін Лайтстара повертає припаси, сховані в каменоломні, поки барон Дарк викрадає Зару. Лайтстар протистоїть барону Дарку, а Ґрімскал рятує Зару. Лайтстар останнім вибирається з каменоломні, що руйнується. |                                                                        |                                                         |                         |
| 6 | «Mindgames Ігри розуму»                                                | Сенді Скесні                                            | 22 жовтня 1994          |
| Ґрімскал страждає від впливу барона Дарка, що будує пристрій для проникнення в сни. Стіли та Вартовий руйнують будівельний майданчик пристрою. Ґрамскалу не кращає і Вартовий звертається за допомогою до вченого Дженни, що допомагав у створенні пристрою. Перш розум Ґрімскала буде стертий, Вартовий та Лайтстар отямлюють його. Покидаючи лабораторію Дженни, Вартовий знищує її. |                                                                        |                                                         |                         |
| 7 | «Harmonic Divergence Гармонічна різниця»                               | Дуглас Аллен Бут                                        | 29 жовтня 1994          |
| Коли сили барона Дарка штурмують Північне місто, Лайтстар і його супутники приходять на допомогу, ледве врятувавшись. Скелети поневолюють людей, які надто шляхетні, щоб перетворити їх на воїнів-скелетів, і відправляють працювати на військову фабрику. Вартовий проникає на фабрику під прикриттям, але його розкриває Скрім, слуга барона Дарка. Врятувавши Вартового, Легіон Світла вривається на завод і руйнує його. |                                                                        |                                                         |                         |
| 8 | «Past, Perfect, Future Tense Минулий, доконаний, майбутній час»        | Стів Куден                                              | 5 листопада 1994        |
| Лайтстар і його супутники намагаються добути руду з шахти, але барон Дарк підриває бомбу, щоб затопити тунелі. Стіли та Вартовий ледве добираються до безпечного місця, піднімаючись на гори. Вартовий пояснює винахід доктора Дженни; це пристрій, який дозволяє людям бачити можливе майбутнє. Скелети, Талін і Лайтстар стикаються зі звіром, з яким Ґрімскалу вдається подружитися. Вартовий відчуває жахливе майбутнє Лайтстара і ледве запобігає його смерті. Виявившись корисним компаньйоном, вовк отримав ім'я Сталкер. |                                                                        |                                                         |                         |
| 9 | «Brawl and Chain Бійка і ланцюг»                                       | Лен Улі                                                 | 12 листопада 1994       |
| Барон Дарк завершив будувати лінкор «Горгона». Лайтстар і Талін відправляються в королівство Семіґон, щоб попередити їх про загрозу, але Король Дорігон має дипломатів Даґґера та Шріка, які закликають обидві сторони війни бути стриманими. Двох скелетів і Стілів кидають до в'язниці за конфлікт в їдальні. Лайтстар перетворює Шріка й Даґґера на людей, а Даґґр розкриває зловісну змову барона. Разом Стіли та Вартовий знищують «Горгону» разом із нафтопереробним заводом королівства, але Дорігон хвалить їх за це. |                                                                        |                                                         |                         |
| 10 | «Overload Перевантаження»                                              | Сьюзен Толкінгтон                                       | 19 листопада 1994       |
| Легіон Світла розпочинає облогу військ барона Дарка в розпал їхніх приготувань, доки Шрік не збиває Таліна у польоті. Талін втрачає свою силу і ховається в печері, де живе звір, якого розшукують скелети. Барон Дарк намагається зарядити свою половину кристала, що призводить до його перевантаження. Ґрімскал знаходить Талін і Легіон Світла евакуюється за мить до того, як кристал перевантажиться. |                                                                        |                                                         |                         |
| 11 | «...Long Live the King ...хай живе король»                             | Брукс Вахтел                                            | 26 листопада 1994       |
| Барон Дарк намагається стабілізувати свою половину кристала, але зазнає невдачі. Відчайдушно прагнучи знищити Легіон Світла, барон Дарк вигадує план, щоб видати себе за батька Стілів і виманити їх із замку. Сім'я Стілів вирушає з'ясувати, чи живий їхній батько, але на них нападають скелети. Барон Дарк знаходить спосіб перетворити величезні групи людей на воїнів-скелетів одночасно. Сім'я Стілів знаходить лише одного вцілілого, Дюка Іденса, який дає їм запис їхнього батька. Принц Лайтстар клянеться помститися за короля. |                                                                        |                                                         |                         |
| 12 | «Conflict and Consequences – Part 1 Зіткнення та наслідки — частина 1» | Стів Куден                                              | 3 грудня 1994           |
| Скелети атакують табір Легіону Світла, шукаючи другу половину кристала. Ґрімскала відправляють сховати її, а інші атакують у відповідь Колізей барона Дарка. Барон Дарк відсікає Ґрімскала на мосту, скидає його і забирає половину кристала. |                                                                        |                                                         |                         |
| 13 | «Conflict and Consequences – Part 2 Зіткнення та наслідки — частина 2» | Лен Улі                                                 | 10 грудня 1994          |
| Знаючи, що Барон Дарк має обидві половини кристала, Лайтстар вирушає протистояти йому, але зазнає невдачі, і Барон Дарк об'єднує обидві половини. Легіон Світла притиснутий, але Ґрімскал, який насправді вцілів, рятує їх. Поки інші борються зі скелетами, Лайтстар убиває барона Дарка і знищує кристал у лаві. |                                                                        |                                                         |                         |

## Створення
У 1988 році Ґері Ґоддард створив телесеріал «Капітан Пауер і солдати майбутнього», де поєднувалася жива дія з комп'ютерною анімацією. У «Воїнів-скелетів» було два джерела натхнення. Ґоддард у дитинстві читав комікс «Фантом» про героя в костюмі, що мав перстень з зображенням скелета. Пізніше він побачив як захоплено реагує його хрещеник на зображення скелетів у подарованій книжці, і зробив висновок: «Діти, незалежно від віку, розпізнають дві речі: це скелет і це погано». Кожен із персонажів «Воїнів-скелетів» задумувався як індивідуальність, але коли родина об’єднується, жодна сила не зможе протистояти їм. Ґоддард бажав не робити чіткого поділу на добро і зло, але просувати в кожному епізоді певну мораль.
До того, як Ґоддард уклав угоду з CBS про показ серіалу, він уже підписав контракт з Playmates Toys на виробництво іграшок. У червневому номері журналу «Action Figure News & Toy Review» назвав їх «однією з найпопулярніших речей осені 1994 року».

## Супутня продукція
Мультфільм породив лінію іграшок, створену Playmates Toys, обмежену серію коміксів, створену Marvel Comics, і відеогру Skeleton Warriors для консолей Sega Saturn і PlayStation, розроблену Neversoft і опубліковану Playmates Interactive. Milton Bradley в 1994 році також видано однойменну настільну гру.